# Řečtí Slované

Hlavní oblasti s přítomností slovanských mluvčích v Řecku (růžová a fialová), spolu s dalšími menšinovými jazyky. Řečina je dnes používána jako dominantní jazyk po celé zemi.

Řečtí Slované (řecky Σλάβοι της Ελλάδας, Slavi tis Elladas) jsou Slované obývající území dnešního Řecka. Rozdělují se na křesťanské Slovany, přičemž tito sami sebe označují jako Σλαβόφωνοι Έλληνες-Slavofoni Ellines (Slavofónní Řekové) a na muslimy, tzv. Pomaky), kteří se dají obyčejně identifikovat jako Turci. Z hlediska koncentrace obývají severní Řecko, severní území kraje Makedonie (křesťané) a Thrákie (muslimové).
V oficiálních sčítání dnes křesťanští Slované nejsou uznáni jako menšina, protože sami se tradičně považují za Řeky (od 18.-19. století). Takže jejich počet vyplývá z různých (i řeckých) odhadů. Muslimští Pomaci se řadí k turecké menšině Řecka. Počet křesťanských Slovanů v Řecku je přes 100 000. Předpokládá se, že přibližně 200 000 Řeků má alespoň jednoho slovanského předka, přičemž většina z nich už slovanský jazyk neovládá.

## Dějiny

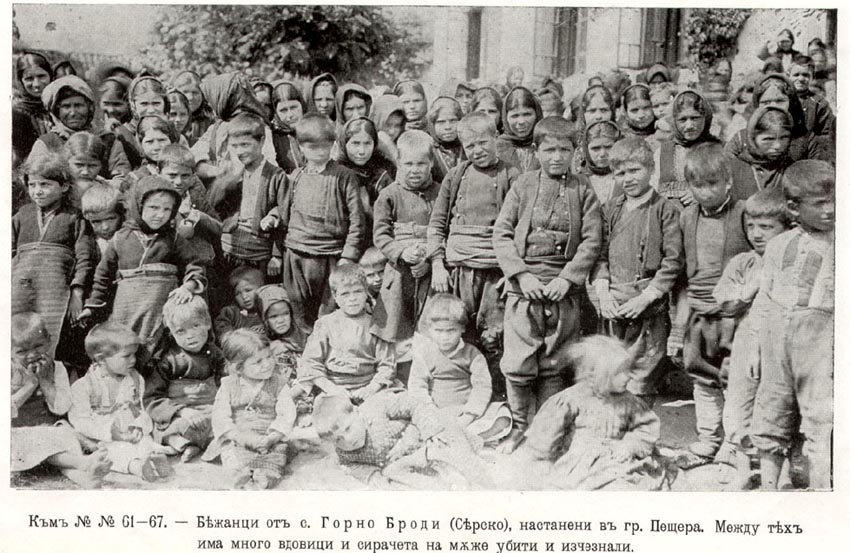
Vysídlené děti z Gorno Brodi (Serres) do města Peštera po druhé balkánské válce, 1913

Slované přišli do Řecka v druhé polovině 6. století po Kr. a usadili se zde. Pronikli až na západní Peloponés, ale většina z nich byla z Řecka postupně odvedena zákroky byzantské armády. Taková opatření dělali císaři Konstans II., Justinián II., Generál Staurakios a nakonec císař Nikeforos. Jiná situace však byla v Makedonii, kde zůstali v celé severní části regionu, přičemž Řekové se udrželi pouze v jižních oblastech. Od 12. století Makedonii ovládli Srbové, ale již ve 14. století se regionu postupně zmocnili Turci. V osmanském období se makedonští Slované hlásili k Bulharům a patřili pod bulharskou pravoslavnou církev. Místní Slované, kteří se cítili být Řeky, bojovali společně s makedonskými Řeky v řecko-bulharském boji o Makedonii. V roce 1919 byla již Makedonie ovládnuta Řeky, ale Řekové zde tvořili menšinu.
Slovanská komunita Makedonie po první světové válce zpočátku měla statut menšiny a měli i vlastní školy, Řekové jim povolili vydávat učebnice s názvem Abecedar[zdroj?]. V letech 1925 - 1927 se však konala výměna obyvatelstva mezi Řeckem a Bulharskem a část Slovanů Makedonii opustila (cca 50 000) výměnou za etnické Řeky z Bulharska. Protože Řekové přibyli i v rámci výměny obyvatelstva s Tureckem (1923), počet Řeků se v Makedonii výrazně zvýšil. Přibližně 700 000 maloasijských Řeků se usadilo v Makedonii.
V roce 1926 byla v Řecku v rámci cílené helenizace povinně všechna toponyma změněna na řecká a v roce 1936 byl makedonský (slovanský) jazyk metaxasovou vládou zakázán zákonem. Po pádu metaxasova režimu byl slovanský jazyk opět povolen a tak to platí dodnes. Slované jsou oficiálně označováni jako "slavofonní Řekové", Pomaci jako Turci.
Navíc po druhé světové válce se Slované v Řecku stali terčem řeckých antikomunistických politiků, kteří po válce vyháněli Slovany do zahraničí (Bulharska, Jugoslávie, Austrálie apod.), protože tvořili značnou část povstalců. Po těchto zákrocích zde zůstalo pouze malé slovanské etnikum. Rok 1951 byl poslední rok, ve kterém se ve sčítání vůbec zjišťoval mateřský (tedy i slovanský) jazyk obyvatelstva. Přes 40 000 osob uvedlo slovanský mateřský jazyk.

## Dnes
Dnes po zmíněných přesídlováních zůstali Slované v severozápadní Makedonii v okolí měst Florina (slov. Lerin), Kastoria a Edessa (slov. Vodena), jelikož odsud bylo vysídleno jen málo Slovanů a po roce 1923 se zde usadil pouze malý počet pontských Řeků. Severní centrální a severní východní Makedonie je již dnes obývána především pontskými Řeky. Mateřský slovanský jazyk dnes v Řecku uvádí přibližně 50 000 osob a většina z nich žije právě v prefektuře Kastoria. Řečtí Slované se sami nazývají Řekové a jsou bilingvní, mnoho z nich se však v poslední době vystěhovalo do Soluně, kde se smíšenými manželstvími s Řeky asimilují.

## Jazyk

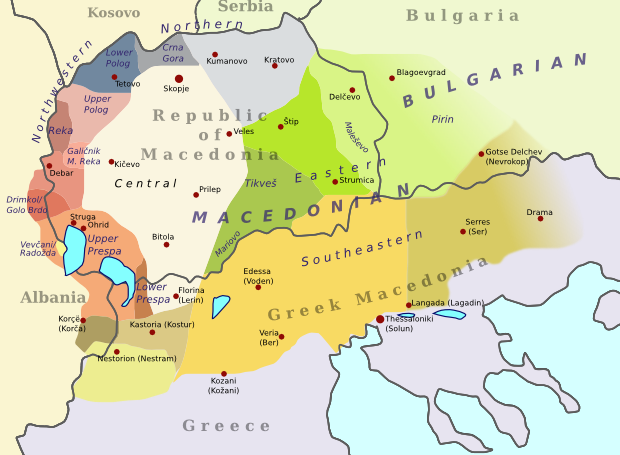
Dialektické rozdělení makedonského jazyka v Řecku.

Jazyk řeckých Slovanů (často včetně řeckých Bulharů, méně často i řeckých Pomáků) se označuje nejčastěji jako egejská makedonština; řecky se nazývá jednoduše slavika (slovanština) nebo dopika (místní), v místním slovanském dialektu se označuje jako balgartski nebo bulgratski ezik. Někteří ho považují za přechodný jihoslovanský jazyk mezi makedonštinou a bulharštinou, jiní ho považují jen za souhrnné označení pro makedonštinu, bulharštinu a pomačtinu v Řecku. I když už mnozí z mladší generace křesťanských Slovanů v jejich původních územích slovansky nemluví, uchovali si v řečtině silný jihoslovanský přízvuk. Muslimští Pomaci si naopak adoptovali za mateřský jazyk turečtinu, cítí se být Turky, ovládají však i řečtinu.

## Kultura
Kultura řeckých Slovanů je stejná jako severořecké kultura, typické lidové tance jsou Zaramo, Zaiko, Raiko, Pusteno či Paiduska. Lidová hudba je hrána na trubku, dudy či klarinet v severořeckém stylu.

## Významní Slované + Slovanky z Řecka
- Konstantinos Christu - slavofonní řecký generál z Řecko-bulharské partyzánské války
- Angelis Gatsos - slavofonní řecký generál z Řecko-bulharské partyzánské války
- Evangelos Natsis - slavofonní řecký generál z Řecko-bulharské partyzánské války
- Andreas Tsipas - komunistický představitel v řecké občanské válce
- Nikola Gruevski - premiér Republiky Makedonie, původem slavofonní Řek
- Dimitra Liani - manželka řeckého premiéra Andrease Papandreua, původem z Floriny
- Markos Meskos - řecký básník z Edessy
- Filippos Petsalnikos - řecký politik za stranu PASOK, bývalý předseda parlamentu
- Marietta Chrusala (řecky Μαριέττα Χρουσαλά) - řecká modelka z Edessy, má řecko-slovanský původ